# Teniorhinus harona
Teniorhinus harona är en fjärilsart som beskrevs av John Obadiah Westwood 1881. Teniorhinus harona ingår i släktet Teniorhinus och familjen tjockhuvuden. Inga underarter finns listade i Catalogue of Life.